# Paraje de Las Cruces (Villena)

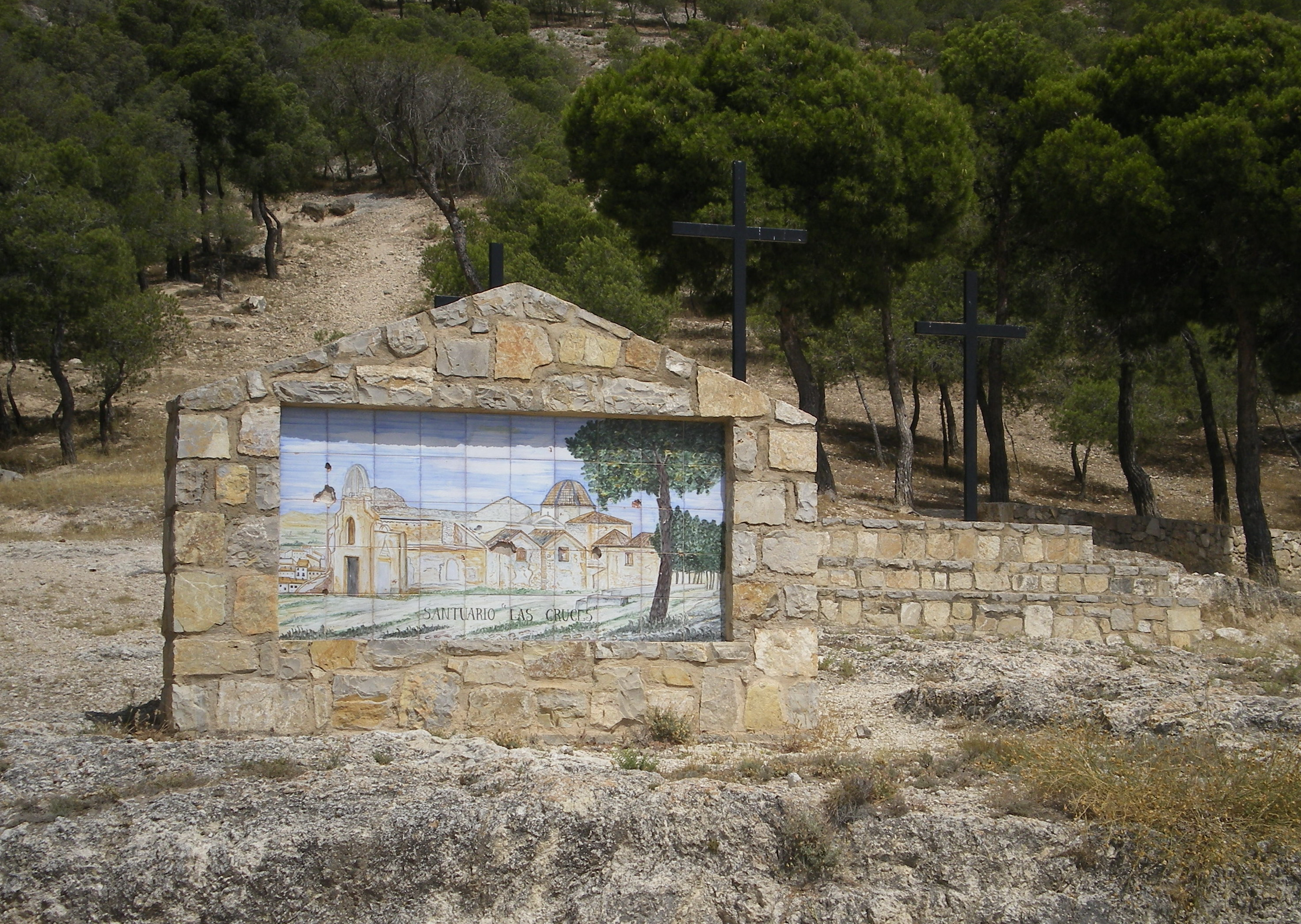
Paraje de Las Cruces, en la actualidad.

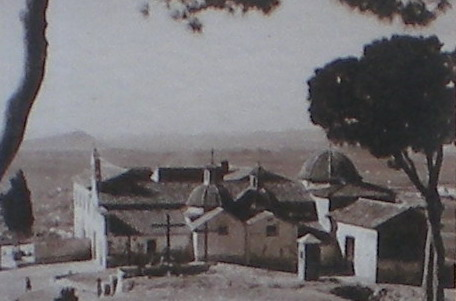
Ermita que se encontraba situada en el Paraje de Las Cruces, a principios del.

El Paraje de Las Cruces se encuentra en la ciudad de Villena, provincia de Alicante. Se encuentra en las estribaciones finales de la sierra de la Villa y está situado a unos 550 metros de altitud. En este lugar existía una ermita, conservándose las tres cruces que dan nombre al paraje.
En este lugar había una ermita que se denominó históricamente de tres maneras diferentes: de Las Cruces, del Santo Sepulcro y  de San Crispín. Las primeras noticias de esta ermita datan de 1780, apareciendo en la relación de Vila de Hugarte con el nombre de ermita del Santo Sepulcro. Fue derribada en los años 70 al estar en ruinas, pero se conservan en este lugar las tres cruces que dan nombre al paraje. La fachada meridional era pentagonal con espadaña. La planta de la ermita tenía forma de T con crucero en la cabecera y dos capillas laterales con cúpulas de media naranja cubiertas con tejas y rematadas con liternas con cupulines. A la ermita se le añadieron otras construcciones destinadas a convento de las siervas de Jesús, destruido en 1936.
Ante la ermita finalizaba el Vía Crucis que ascendía desde la calle el Calvario de la localidad. En ella se guardaban los pasos de Semana Santa que se bajaban a la ciudad de Villena para las procesiones y se depositiban en la Ermita de San Antón. En su interior había una imagen de San Crispín, titular de la ermita, que se encuentra en el  Santuario de Las Virtudes al ser trasladada tras el derribo de la edificación. Este Santo es el patrón de los zapateros por lo que bajo su advocación se encuentra un notable sector industrial en la ciudad, la fabricación de calzado.
El paraje de las Cruces se sitúa en la umbría de la sierra de la Villa, al pie de una vertiente bastante escarpada, cubierta con repoblaciones de pino blanco y algunas sabinas dispersas en los escarpes rocosos. Desde el mirador podemos contemplar una panorámica de la ciudad a nuestro pies presidida por el majestuoso  Castillo de La Atalaya, cuya torre del Homenaje domina el valle.